# Jochem Verberne
Joachim Hermanus Jacobus (Jochem) Verberne (Alkmaar, 20 januari 1978) is een Nederlandse roeier. Hij nam eenmaal deel aan de Olympische Spelen en won bij die gelegenheid een medaille.
In 2000 maakte Verberne op 22-jarige leeftijd zijn olympisch debuut op de Olympische Spelen van Sydney. De roeiwedstrijden vonden plaats op het Regatte Centre van Penrith Lake. Verberne nam deel in de dubbelvier, samen met Dirk Lippits, Diederik Simon en Michiel Bartman. Het Nederlandse viertal drong via de eliminaties (2e in 5.54,57) en de halve finale (2e in 5.47,80) door tot de finale. Daar finishten ze als tweede met een tijd van 5.47,91 achter het Italiaanse team, dat de wedstrijd won in 5.45,56.
Verberne studeerde werktuigbouwkunde en was als student aangesloten bij de studentenroeivereniging D.S.R.V. Laga in Delft. Later werd hij lid van Watersportvereniging Braassemermeer/Société Nautique de Genève.

## Palmares

### roeien (dubbeltwee)
- 1999: 7e Wereldbeker I - 6.25,02

### roeien (dubbelvier)
- 1995:  WK junioren - 6.09,91
- 1999: 4e Wereldbeker III - 5.51,61
- 2000:  Wereldbeker I - 6.07,95
- 2000:  Wereldbeker III - 5.51,44
- 2000:  OS - 5.47,91